# Babai (plaats)
Babai is een nagar panchayat (plaats) in het district Hoshangabad van de Indiase staat Madhya Pradesh. 

## Demografie
Volgens de Indiase volkstelling van 2001 wonen er 14.587 mensen in Babai, waarvan 52% mannelijk en 48% vrouwelijk is. De plaats heeft een alfabetiseringsgraad van 66%. 